# Олга Чавова
Олга Христова Чавова е българска музикантка, писателка и преводачка от немски, гръцки, унгарски, френски, чешки, руски, сръбски и английски език.

## Биография
Родена е на 24 юли 1893 г. в Свищов, където за кратко служи баща ѝ Христо Чавов като офицер, а първите си години прекарва в Русе. Майка ѝ Есперанс Дудос е гъркиня, родена във Виена. Олга има пет сестри – Мелпомена, Вера, Виктория, Евгения и Елена.
През 1911 г. завършва Русенската девическа гимназия. След това заминава да учи цигулка и пиано в Императорската кралска академия за музика и театрално изкуство във Виена. Специализира при цигуларя проф. Отокар Шевчик. Завръщайки се в България изнася концерти в София и Русе. През 1917 г. се омъжва за полк. Радан Раданов, но през 1921 г. се развеждат. В периода 1921 – 1925 г. е сред първите жени преподаватели В Държавната музикална академия – хоноруван лектор по цигулка. За кратко е концертмайстор в Свободен театър на Петър Стойчев и в оперетния театър „Ренесанс“. В продължение на повече от 15 години преподава на пеене, немски, френски и английски език в Държавното средно техническо училище „Цар Борис III“, в частните търговски училища „Меркурий“ и „Васил Априлов“, в Пета мъжка гимназия (1937) и в Немското католическо училище „Света Мария“. Преподава и вечерни езикови курсове за ученици и чиновници по немски и английски, а по френски – на служители от съветското посолство. Неин ученик е дипломатическият представител Фьодор Разколников.
Като сътрудник в периодичния печат, наред с името си, използва и псевдонима Ада Христова. След 1933 г. превежда или пише свои статии, пътни бележки, пътеписи, разкази, критики, скици, очерци в списанията „Ново време“ (1934), „Детски свят“, „Отец Паисий“, (1938 – 1939), „Български Червен кръст“ (1935 – 1942), „Списание на държавните железници и пристанища в България“ (1937 – 1942), „Труд и радост“ (1941 – 1944), „Известие“, „Икономия и домакинство“ (1937 – 1948), „Модерна домакиня“, „Домакиня и майка“, „Собствен дом“, „Градинка“, „Радио седмица“, и във вестниците „Камбана“ (1934 – 1935), „Нова камбана“ (1937), „Венец“ (1937 – 1938), „Мир“ (1939, 1941 – 1943), „Вестник на жената“, „Днес“, „Семейна беседа“, „Народен театър“ (1936 – 1949), „Лик“ (1936 – 1937). През 1941 г. е кореспондентка на вестник „Мир“ в Германия, за да отрази немското нацистко женско движение (Deutsches Frauenwerk). Владее гръцки, руски, сръбски, румънски, английски, немски, унгарски, италиански език. Завършва летни курсове по унгарски в Дебрецен (1936), а по италиански – на остров Родос и в Римския университет, в периоада 1940 – 1943 г.
Първата ѝ книга с разкази е „Приключения“. Издадена е през 1937 г., а през 1937 – 1938 г. издава два тома „Скици, силуети и портрети – биографии на знаменити люде“, следват пътните ѝ бележки от Норвегия и Исландия: „Скитница“ (1939) и „От Бремен на север“ (1940).
През октомври 1944 г. е арестувана в сградата на Дирекция на милицията, а след това е преместена в Централния софийски затвор, където престоява до февруари 1945 г. Освободена е след застъпничеството на министър Никола Петков. Там е разпитвана многократно, пише дознания, домът ѝ е обискиран. След излизането ѝ от затвора е интернирана в Омуртаг, след това във Варна.
През втората половина на 40-те г. на ХХ в. сътрудничи на вестниците „Изгрев“ (1946 – 1950), „Земеделско знаме“ (1945 – 1947), списание „Бразди“ (1947) и на домакинския печат – „Обединени домакински списания“. Става член на Профсъюза на педагозите, музикантите и концертиращите артисти (1947), Съюза на публицистите и Съюза на българските писатели (секция „Преводачи“). През 50-те г. на ХХ в. изнася политически доклади, които са различни от собствените ѝ политически възгледи, а също така и сказки на музикални теми.
През 1954 г. преработва пътеписа си „Скитница“, а през 1955 г. пише повестта „Таня“, както и много разкази и пътни бележки от СССР, Швейцария, Австрия, Великобритания.
В затвора започва да пише ръкописа „Килия 31/Зад свободата“. В него са портретирани над 40 жени, арестувани и малтретирани в Дирекция на милицията и в Централния софийски затвор. За всяка от тях отбелязва възрастта, физическите ѝ характеристики, образованието, особеностите на характера.
Умира през 1973 г. в София. Личният ѝ архив се съхранява във фонд № 1339К в Централния държавен архив. Той се състои от 504 архивни единици от периода 1844 – 1971 г.

## Преводи
Олга Чавова превежда множество произведения от немски, унгарски, френски, чешки, руски, сръбски и английски език.
От немски превежда творбите на:
- Карл Етлингер – „Приключенията на един Дон Хуан“, 1939;
- Библиотека „Криминология и приключения“;
- Франк Браун – „Момичето на булеварда“, 1939;
- Райнхард Мушлер – „Непознатата“, 1942, приложение на списание „Икономия и домакинство“;
- Артур Швангелер – „Дрехите правят хората“, комедия, 1943;
- Рудолф Линдау – „Дългият холандец“, роман;
- Алберт Велти – „Договорът с дявола“, драма, 1943;
- Клабунд – „Моро“, роман.

От унгарските:
- Ференц Херцег – „Седемте дъщери на госпожа Гюркович“, повест, 1939, приложение на списание „Домакиня и майка“;
- Ференц Херцег – „Нейният последен танц“, комедия, 1943;
- Лайош Зилаги – „Девицата и козлето“, драма.

От италиански:
- Виктория Барбети – „Силата на мълчанието“ (1937);
- Р. Фос – „С лозов венец на главата“.

От сръбски – Бранислав Станкович – „Нечиста кръв“.
От английски:
- Айседора Дънкън – „Мемоари“, 1933 – 1934;
- Елинор Лин – „Любовта на Рордаром“, 1968;
- Елинор Лин – „Първа жена“, 1939, приложение на списание „Домакиня и майка“;
- Елинор Лин – „Мистериозният замък“ (1937 – 1938);
- Кубка – „Гълъбът на майстор Пикасо“ (1950);
- Корвач – „Хора от нашата улица“ (1963).